# Johan Alssema
Johan Alssema (Haren, 8 december 1901 – Hoorn, 15 december 1985) was een Nederlands oorlogsmisdadiger. Hij werd al in 1931 lid van de NSB en werd tijdens en na de oorlog bekend onder de naam 'De schrik der Veenkoloniën'. Hij was lid van de Sicherheitsdienst en voerde in die hoedanigheid huiszoekingen, arrestaties en moorden uit, vaak gepaard met geweld en mishandelingen. Hij was verantwoordelijk voor arrestaties, mishandelingen en executies in de omgeving van Musselkanaal. Een vaste medewerker van Alssema was Albert Nieborg. Zijn arrestaties betekenden vaak dat men naar het Scholtenhuis in Groningen werd afgevoerd. 

## Biografie
Zijn ouders zijn Hendrik Willem Alssema en Diederika Fikkers. Hij kent een roerig huwelijksleven. Hij trouwt op 12 augustus 1920 te Eelde met Auktje Oostra, maar ze scheidden op 13 december 1927 te Eelde. Ze krijgen in de tussentijd drie zonen. Zij verhuizen in oktober 1924 van Eelde naar Coevorden; hij verhuist in mei 1928 naar Eindhoven waar hij op 4 oktober 1928 met Niessien van der Tuuk uit Onstwedde trouwt. Op 31 december 1929, nauwelijks een jaar later, volgt ook hier een echtscheiding. Op 6 maart 1936 trouwt hij opnieuw met Niessien. Hij woont dan nog steeds in Eindhoven. Kort daarna, op 8 juni 1936 wordt Johan Hendrik Geert Alssema geboren te Eindhoven. De moeder is Niessien. Ze verhuizen op een bepaald moment terug naar Groningen (Stadskanaal), waar op 20 december 1947 opnieuw een echtscheiding volgt. Na de oorlog ging hij in Amsterdam wonen. Hij trouwde nog een vierde keer, nu met Anna Maria Groen in 1961. Ook dit huwelijk hield geen stand en eindigde in 1967.

## Bezettingstijd
Toen het NSB-kringhuis aan de Hoofdkade in Stadskanaal met stenen werd bekogeld, terwijl Alssema daar aanwezig was, werden de NSB'ers woedend. 's Avonds reden de Duitsers met overvalwagens Stadskanaal binnen en Alssema hielp mee om de huizen van de daders aan te wijzen. Veel mannen werden gearresteerd en een aantal van hen werd zwaar mishandeld. Op de adressen waar geen man werd aangetroffen, werden de echtgenotes gearresteerd. Vanaf dat moment wijdde Alssema zich aan de 'mensenjacht' in de kanaalstreek in Groningen. Hij droeg een Duits uniform. Hij deed niet alleen mee aan razzia's onder leiding van de Duitsers, hij organiseerde zelf ook razzia's en stond bekend als zeer fanatiek.
- Alssema vermoordde onder andere Dirk de Ruiter, een jonge marechaussee die bij het verzet zat. Hij zat ondergedoken, maar Alssema kwam hem op het spoor. Tijdens zijn vlucht uit de kast door een open raam naar buiten schoot Alssema en De Ruiter overleefde dat niet.

- Bij razzia's haalde Alssema onder anderen H.J. Brinks en Jan Luitjens uit de huizen waar ze zaten ondergedoken en bracht hem naar de IJzeren Klap waar een overvalwagen gereed stond.[5]

- Hij is ook verantwoordelijk voor de arrestatie van Maria Schalken. Alssema is al een paar keer tevergeefs bij haar aan de deur geweest op zoek naar haar man Frans. Uiteindelijk geeft hij de opdracht om het huis overhoop te halen. In de ravage vindt de landwacht een radio en dat is reden genoeg om Maria te arresteren. “Je kinderen gaan naar het weeshuis omdat ze geen moeder meer hebben”, zegt Alssema. Op het Scholtenhuis wordt Maria door de beruchte Lehnhoff verteld dat ze aan het plafond zal worden opgehangen. Maar Maria blijft zwijgen, ook na elf lange dagen in ondervraging en intimidatie. Daarom sturen de Duitsers haar naar het huis van bewaring in Groningen waar ze drie dagen in een pikdonkere cel wordt opgesloten. Uiteindelijk wordt ze naar een kamp gestuurd waar ze tot het einde van de oorlog blijft. Pas na de bevrijding wordt Maria weer met haar gezin in Musselkanaal herenigd.[6]

- Verder vermoordde hij 'in koelen bloede' de broers Borgers (Borchers) uit Stadskanaal. Het Overijsselsch Dagblad kopt met "'Jachthond' voor Raad van Cassatie".[7][8]

## Proces en veroordeling
Aan het einde van de oorlog vluchtte Alssema met een aantal SD'ers naar Schiermonnikoog. Hij werd pas enige weken na de bevrijding gearresteerd. Tijdens het proces toonde hij geen berouw en hij bleef ontkennen. Alssema werd op 31 januari 1949 ter dood veroordeeld door het Bijzonder Gerechtshof wegens medeplichtigheid aan moord. Daarop ging Alssema in cassatie. Op basis van een psychiatrisch rapport is geconcludeerd dat Alssema volledig toerekeningsvatbaar was, ook al komt hij nerveus over qua persoonlijkheid. De straf werd niet uitgevoerd, maar werd later omgezet in levenslang en daarna in een celstraf voor een periode van 21 jaar en 7 maanden. Op 19 oktober 1959 werd hij voorwaardelijk in vrijheid gesteld. Hoewel hij zijn vrijheid terug had was hij wel zijn Nederlands burgerschap kwijtgeraakt door vrijwillige deelname in buitenlandse krijgsdienst. Dit betekende dat hij stateloos was. Hij overleed op 84-jarige leeftijd in Hoorn.

## Trivia
Alssema liep moeilijk (en steunde ook op een handstok in de rechtbank), kinderen speelden na de oorlog nog wel "Alssemaatje" waarbij een van hen moest hinkelen en strompelen en zo andere kinderen moest proberen te pakken.